# RAINCOMPANY
RAINCOMPANY是一間韓國的娛樂經紀公司，於2015年由韓國男藝人Rain所創立，Rain並成為公司第一位藝人，公司內部分成三個部門來管理，唱片部門、演員部門及中華圈。旗下藝人有Rain、Ciipher、吳藝珠。

## 旗下藝人

### 組合
- Ciipher
  - 賢彬、Hwi、KEITA

### 個人歌手
- Rain

### 演員
- 吳藝珠

## 離開藝人
- Ciipher
  - Tan、Tag、度煥、Won（2021-2023）

### 練習生
- 琴俊弦（兒童演員、TIOT）
- 李沖玹（TRENDZ，前Ciipher出道組成員）

## 外部連結
- 官方網站
- RAINCOMPANY的Instagram帳戶
- RAINCOMPANY的X（前Twitter）